# Hugo Gressmann
Hugo Gressmann (ur. 21 marca 1877 w Mölln, zm. 7 kwietnia 1927 w Chicago) – ewangelicki teolog starotestamentowy.

## Życiorys
Urodzony 21 marca 1877 roku w Mölln (Lauenburg) jako syn zawiadowcy stacji. Gressmann studiował w Greifswaldzie, Getyndze, Marburgu i Kilonii, zaś doktoryzował się w Getyndze na doktora nauk filologicznych. H. Gressmann został w 1902 roku nieetatowym docentem Starego Testamentu w Kiel, i był w 1906 roku współpracownikiem "Deutschen evangelischen Instituts für Altertumswissenschaft des Heiligen Landes in Jerusalem". Gressmann działał od 1907 roku jako profesor zwyczajny, a od 1920 roku jako profesor zwyczajny w Berlinie. Gressmann wyszedł ze szkoły Juliusa Wellhausena i stał się wraz z Hermannem Gunkelem najbardziej znaczącym przedstawicielem szkoły historii religii. Od 1924 roku był redaktorem odpowiedzialnym czasopisma "Zeitschrift für die alttestamentliche Wissenschaft" a od 1925 roku dyrektorem "Institut Judaicum".Zmarł 7 kwietnia 1927 roku w Chicago podczas jednej z podróży z wykładami.

## Dzieła
- Über die in Jes 56-66 vorausgesetzten zeitgeschichtl. Verhältnisse (Dissertation Göttingen), 1898.
- Musik u. Musikinstrumente im AT, 1903.
- Stud. zu Eusebs Theophanie, 1903, u. Ausg., 1904.
- Der Ursprung der israel.-jüd. Eschatologie, 1905.
- Die Ausgrabungen in Palästina u. das AT, 1908.
- Altorient. Texte und Bilder zum Alten Testament, 2 Bde., 1909.
- Älteste Gesch.schreibung und Prophetie Israels (= Schrr. des AT in Ausw. II, 1), 1909.
- Das Gilgamesch-Epos, gemeinverständl. erkl. (neu übers. v. Arthur Ungnad), 1911.
- Mose und seine Zeit. Ein Kommentar zu den Mose-Sagen, 1913.
- Nonnen- u. Mönchsspiegel des Euagrios Pontikos, 1913.
- Die Anfänge Israels (Schrr. des AT in Ausw. 1, 2), 1914.
- Das Weihnachtsev., auf Ursprung u. Gesch.unters., 1914.
- Albert Eichhorn und die rel.geschichtl. Schule, 1914.
- Vom reichen Mann u. armen Lazarus, 1918.
- Die Lade Jahves u. das Allerheiligste des Salomon. Tempels, 1920.
- Ode Salomos 23, 1921.
- Die ammonit. Tobiaden, 1921.
- Tod und Auferstehung des Osiris nach Festbräuchen und Umzügen, 1923.
- Die Aufgaben der at. Forsch., 1924.
- Die Aufgaben der Wiss. des nachbibl. Judentums, 1925.
- Die hellenist. Gestirnrel., 1925.
- Israels Spruchweisheit im Zusammenhang der Weltliteratur, 1925.
- Der Messias, hrsg. v. Hans Schmidt, 1929.
- Die orient. Rel.en im hellenist.-röm. Zeitalter, hrsg. aus dem Nachlaß v. Walter Horst u. Kurt Galling, 1930. – Gab heraus: Wilhelm Bousset, Die Rel. des Judentums im späthellenist. Zeitalter, 1926. – Vollst. Bibliogr., in: ZAW 69, 1957, 211 ff.

## Tezy, założenia, badania, wnioski
Gressmann postuluje, aby w badaniach nad tekstem Starego Testamentu położyć większy nacisk na motywację form i na dobór odpowiednich materiałów. Niezawodnym ku temu źródłem powinny być dokumenty dostarczane przez wykopaliska Starożytnego Wschodu. Skrajne podejście do metody historii materiałów (Stoff- und Motivgeschitliche Forschung), które dopatruje się w każdym niemal tekście Starego Testamentu obcych zapożyczeń, może łatwo przeoczyć niezaprzeczalne właściwości własne jahwizmu.dycji, przewijających się przez Stary Testament.
Metoda historii motywów i materiałów przerodziła się z wolna w metodę historii tradycji, która z grubsza polega na badaniu powstałych z jednostkowych idei – prądów tradycji, przewijających się przez Stary Testament.

## Dyskusja egzegetów katolickich
Przez takie podejście od materiałów porównawczych pochodzących z wykopalisk egzegeci katoliccy zarzucają Gressmannowi pewien panorientalizm i panbabilonizm w odniesieniu do charakteryzowania jahwizmu.